# 벳쇼 나가하루

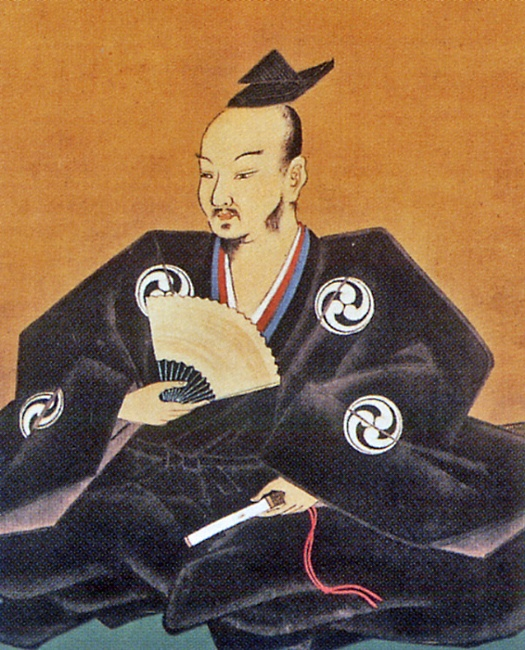
벳쇼 나가하루상(효고 현립 역사박물관 소장)

벳쇼 나가하루(일본어: 別所長治, 에이로쿠 원년(1558년) ~ 덴쇼 8년 음력 1월 17일(1580년 2월 2일))는 센고쿠 시대부터 아즈치모모야마 시대까지의 무장·다이묘. 적남 벳쇼 야스하루의 적장자이다. 야스하루 통칭은 고사부로(小三郎). 정실 데루코는 하타노 히데하루의 여동생.

## 생애
겐키 원년(1570년), 아버지 야스하루의 병사로 숙부 요시하루, 시게무네를 후견인으로 젊은 나이에 가독을 계승한다.
벳쇼씨는 일찍부터 오다 노부나가를 따랐으며, 가독을 상속받은 나가하루도 덴쇼 3년(1575년) 10월에 노부나가를 알현하고 다음해에도 신년인사를 하러 방문했다. 덴쇼 5년(1577년) 노부나가가 기슈 정벌(紀州征伐)에 출전하자, 나가하루도 이에 가세하였다. 그러나 노부나가가 주고쿠 지방의 모리 가문(毛利氏)을 제압하려고 하자 이에 호응하여 선봉 역할을 하려 했으나 오다 세력에 의한 고즈키성(上月城) 학살, 주고쿠 총사령관이 벼락출세인 하시바 히데요시라는 것에 불만을 느껴 처가인 단바의 하타노 히데하루와 호응하여 노부나가에게 반역했다. 많은 주변 세력이 동조, 따르지 않았던 단바국의 반격도 하지 않았다.
이로써 나가하루는 노부나가의 명을 받은 히데요시의 군세에 공격당하게 된다. 나가하루는 미키성에 틀어박혀 철저하게 항전해 히데요시를 괴롭히고, 또한 아라키 무라시게의 모반이나 모리씨의 원군 등의 좋은 조건도 계속되고, 한 번은 오다군을 격퇴해, 히데요시 측에 속한 레이센 다메즈미(冷泉為純) 부자 등을 토벌하는 등 공세에도 나섰지만, 결국 히데요시의 '미키노 호시코로시'(三木の干し殺し) 전법에 당해, 가미요시성(神吉城)이나 시카타성(志方城) 등의 지성도 떨어지고 모리씨로부터의 원군도 끊겼으며 마침내 농성한 지 2년 만인 덴쇼 8년(1580년), 성병들의 목숨을 구하는 대가로 처자 형제와 함께 자해했다. 이때 히데요시로부터 받은 선물로 마지막 연회를 베풀었다. 개착은 가신 미야케 하루타다(三宅治忠)가 갔다. 향년 23세인데, 『신장공기』(信長公記)에서는 26세라고 한다. 이 모습은 미키전투도(三木合戦図)에 기록되어 있다.
사세는 '지금은 다만 원망도 없으리라, 여러 사람의 목숨에 의지하리라, 내 몸이라 생각하니'.
또한 벳쇼 시게무네의 적자인 훗날 야기번주 요시하루가 실은 나가하루의 아들이라는 족보가 있어 낙성(落成)할 때 끌려갔다고 한다.
또한 「호쿠세쓰 미타노 레키시」(키타야스토시 저자) 등에 소개되는 「가미츠하타케노 쇼오 사키야마키」라고 하는 사료에 의하면, 가신인 고토 모토쿠니(고토 모토쓰구)의 아버지)가, 나가하루의 치요마루라고 하는 8세의 아이를 유모, 신하와 함께 가미쓰성(上津城, 요아이마이사 가이히(要曖昧さ回避))로 도망쳐, 동성과 낙성 후에는 치요마루(千代丸)는 귀농했다고 여겨지고 있다.
미키성터의 우에노 온시 공원(上野恩賜公園)에는, 사세(辞世)의 카히(歌碑, 노래비)와 근년 현지의 라이온스 클럽이 기증한 쵸하루의 기마무사(騎馬武者) 석상이 세워져 있다.

## 묘소, 영묘

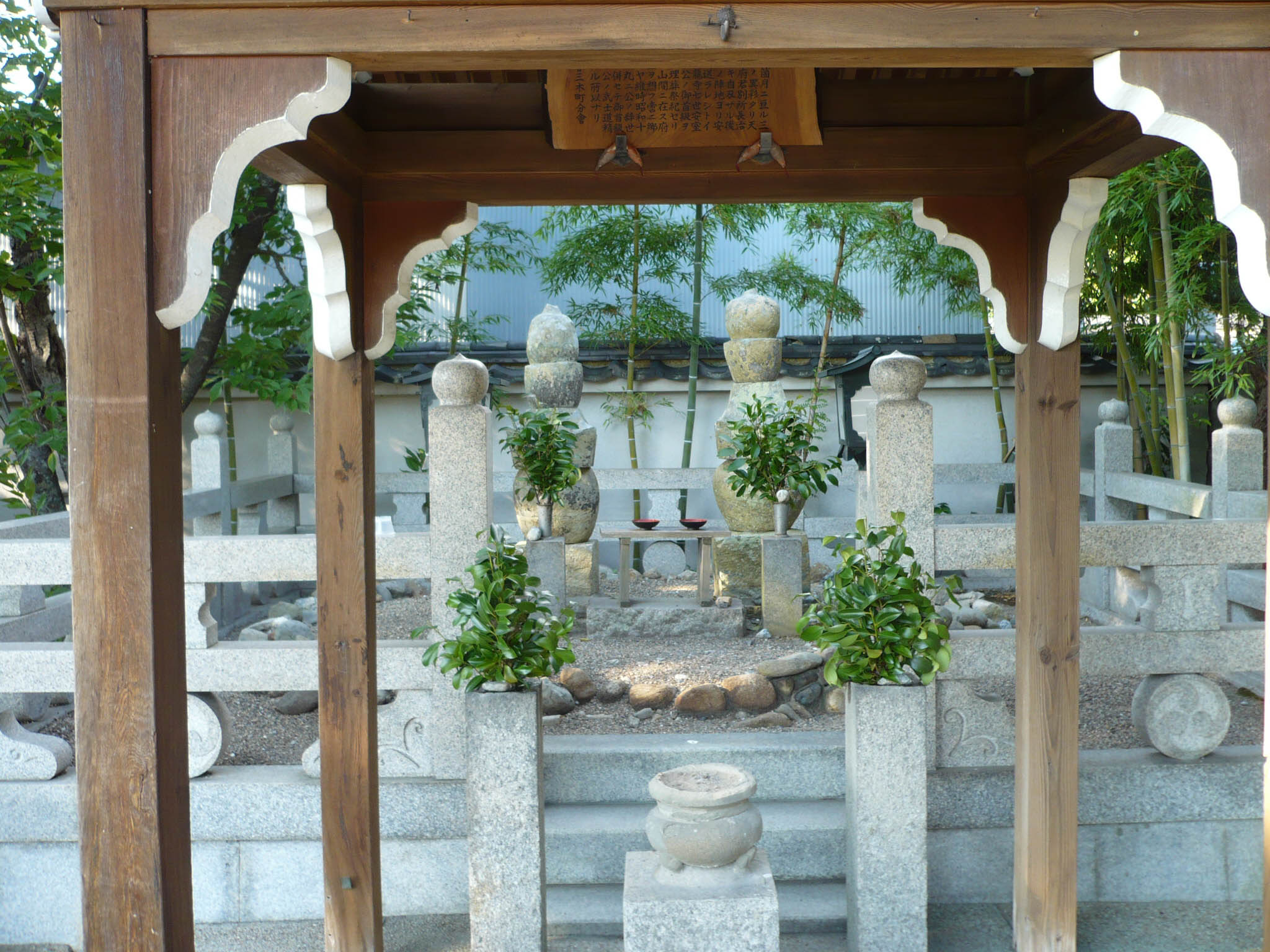
벳쇼 나가하루의 목총(首塚)/운류지(雲龍寺)

- 운류지(목총): 미키시 우에노마루마치(上の丸町)

매년 정월 기일인 1월 17일에는 법회(法會)를 지내고, 기아에 굶주린 성병이 지푸라기라도 먹었다는 고사를 기념하여 지푸라기 모양으로 만든 우동이 대접된다.
- 호카이지(영묘, 벳쇼가보다이지): 미키시 벳쇼초 히가시
월기일인 4월 17일에 추도 법요가 거행되고 있어 당시의 전투 모습을 이야기하는 '미키 갓센에토키'(三木合戦絵解き, 미키 전투 그림 풀이)가 행해지고 있다.

이밖에 매년 5월 5일에는 나가하루를 기리는 '벳쇼하루마츠리(別所公春祭)'가 개최되며 사세 카히제와 함께 무사행렬 등의 행사가 열린다.

## 같이 보기
- 미키 전투
- 다키야마성 전투
- 도다이지 대불전 전투(다몬산성 전투)

| 전임 벳쇼 야스하루 | 벳쇼가 당주 1570년 ~ 1580년 | 후임 벳쇼 시게무네 |